# Кольцово (Калининский район)
Кольцо́во — пригородная деревня в Калининском районе Тверской области. Относится к Бурашевскому сельскому поселению. До 2006 года входила в состав Андрейковского сельского округа.
Расположена южнее Твери, между линией Октябрьской железной дороги (платформа Лазурная — в 1 км к северо-западу) и Тверской объездной дорогой (автодорога «Москва — Санкт-Петербург»), в 0,8 км к югу от посёлка Элеватор. Ближайшая деревня — Греблево.
В 1997 году — 16 хозяйств, 32 жителя. В 2002 году — 29 жителей.